# Ayaz İshaki
Ayaz İshaki (tatarisch Ğayaz İsxaqıy Гаяз Исхакый; * 1878 in Kutluschkino (tatar. Yauşirmä) nahe Kasan; † 22. Juli 1954 in Istanbul) war ein tatarischer Publizist, Agitator und großtürkischer Nationalist.

## Jugend und Ausbildung
Geboren wurde der Sohn eines Mullahs 1878. Er erhielt seine Ausbildung in den Madrasas von Chistopol und Kazan. Ab 1898 war er an der dortigen Lehrerbildungsanstalt eingeschrieben. Seine politischen Ideen bis zur Revolution 1905 erhielt er von den Sozialrevolutionären, einer eher terroristischen Intellektuellengruppe.

## 1905–17 Sozialrevolutionäre Agitation
Am ersten allrussischen Moslemkongress in Nischni Nowgorod 1905 nahm er als Anführer der radikalen tatarischen Nationalisten teil. Er attackierte heftig den Liberalismus und die İttifak-Bewegung, die zu der Zeit unter der Leitung Abdurresid Ibrahims stand. Er war lediglich bereit, die İttifak als kulturelle Institution zu tolerieren.
Wegen seiner Opposition zum zaristischen Regime verbrachte er mehrere Jahre in Haft und in der Verbannung in den Provinzen Archangelsk und Wologda. Nach seiner Rückkehr gründete er in St. Petersburg 1913 die Zeitung IL, die mit Unterbrechungen 1914 bis 1918 dann in Moskau erschien. Sie wurde nach der großen proletarischen Oktoberrevolution geschlossen. İshaki war auch sonst als Publizist und Dramaturg aktiv, bis 1918 veröffentlichte er 29 Werke.
Im Laufe der Zeit hatte er sich von seinen linken Ideen entfernt und wurde zum Nationalisten. Am "1. Kongress aller Moslems Rußlands" im Mai 1917 in Moskau wurde er in das Exekutivkomitee gewählt.

## Antisowjetische Agitation
Der zweite allrussische Moslemkongress in Ufa wollte ihn als Delegierten zur Versailler Friedenskonferenz entsenden. Als die Tatarei befreit wurde, flüchtete er über Samara, Ufa und Kiziljar. Er verließ Russland 1919 und gelangte über Japan ins Exil nach Paris.
Von dort begann er nationalistische Agitation für die Turk-Tataren in der Sowjetunion zu betreiben, die er als unterdrückt begriff. In Berlin begründete er 1923 die Turan-Gesellschaft, deren Position sich auch Abdurresid Ibrahim annäherte.
An İshaki erging aus der Türkei 1925 die Einladung das Magazin Türk Yurdu herauszugeben. Dieses Blatt vertrat großtürkische Positionen hinsichtlich der Turkvölker im Kaukasus und Zentralasien. Zu dieser Zeit nahm er die türkische Staatsangehörigkeit an. Jedoch wurde von der sowjetischen Regierung ein gewisser Druck auf die Türkei ausgeübt, so dass er seine Aktivitäten wieder nach Europa verlegte. Das Sprachrohr des "Komitees für die Unabhängigkeit des İdil-Ural" erschien unter seiner Leitung ab 1928 in Berlin unter dem Titel Mili Yol (Der nationale Weg).
Seine auf Arabisch gehaltene Rede beim 3. muslimischen Kongress in Jerusalem 1931 zeigte starke nationalistische und antisowjetische Züge. Ab 1933 wurde er unter den tatarischen Emigranten in Japan und Mandschukuo organisatorisch tätig. Es kam zu einem Zusammenstoß mit der Gruppe eines weiteren dort tätigen Nationalisten Kurban-Ali – der jedoch von der ultranationalistischen Kokuryūkai gefördert wurde – weil dieser mit "weißen Russen" kooperierte.
Die in Japan lebenden Tataren suchte er mit dem, am 23. Februar 1934 gegründeten, "Kultur-Komitees der Tataren des İdil-Ural" unter seiner Leitung zu organisieren. Er reiste weiter aufs Festland und kam am 22. August 1934 in Harbin an. In Mukden startete İshaki dann das Wochenblatt Mili Bayrak, das in arabischer Schrift gedruckt war. Die japanischen Behörden hatten ab Anfang 1936 die Befürchtung er sei ein sowjetischer Agent.
Später im Jahr findet man ihn dann erneut in Europa, wo er wieder die Turk-Tataren in Deutschland und die von der polnischen Regierung unter Józef Piłsudski finanzierte Prometheus-Bewegung unterstützt. Nach dem Abschluss des Nichtangriffspaktes 1939 wurde die antisowjetische Agitation durch die Besatzungsmacht auch in Polen unterbunden. Daraufhin floh er 1940 über London in die Türkei, wo er sich im Rahmen der einengenden Bedingungen des İnönü-Regimes weiterhin im groß-türkischen Sinn betätigte.
Unmittelbar nach Kriegsende petitionierte (27. Aug. 1945) er die britische Regierung die in Nordwest-China verbleibenden Tataren evakuieren zu helfen. Tatsächlich verließen die meisten erst nach der Befreiung Chinas mit Unterstützung des Roten Kreuzes das Land in Richtung Türkei bzw. Australien.
Er starb am 22. Juli 1954 in Ankara. Begraben wurde er auf dem Märtyrer-Friedhof Edirnekapı (Edirnekapı Şehitliği) in Istanbul.